# Ora et labora

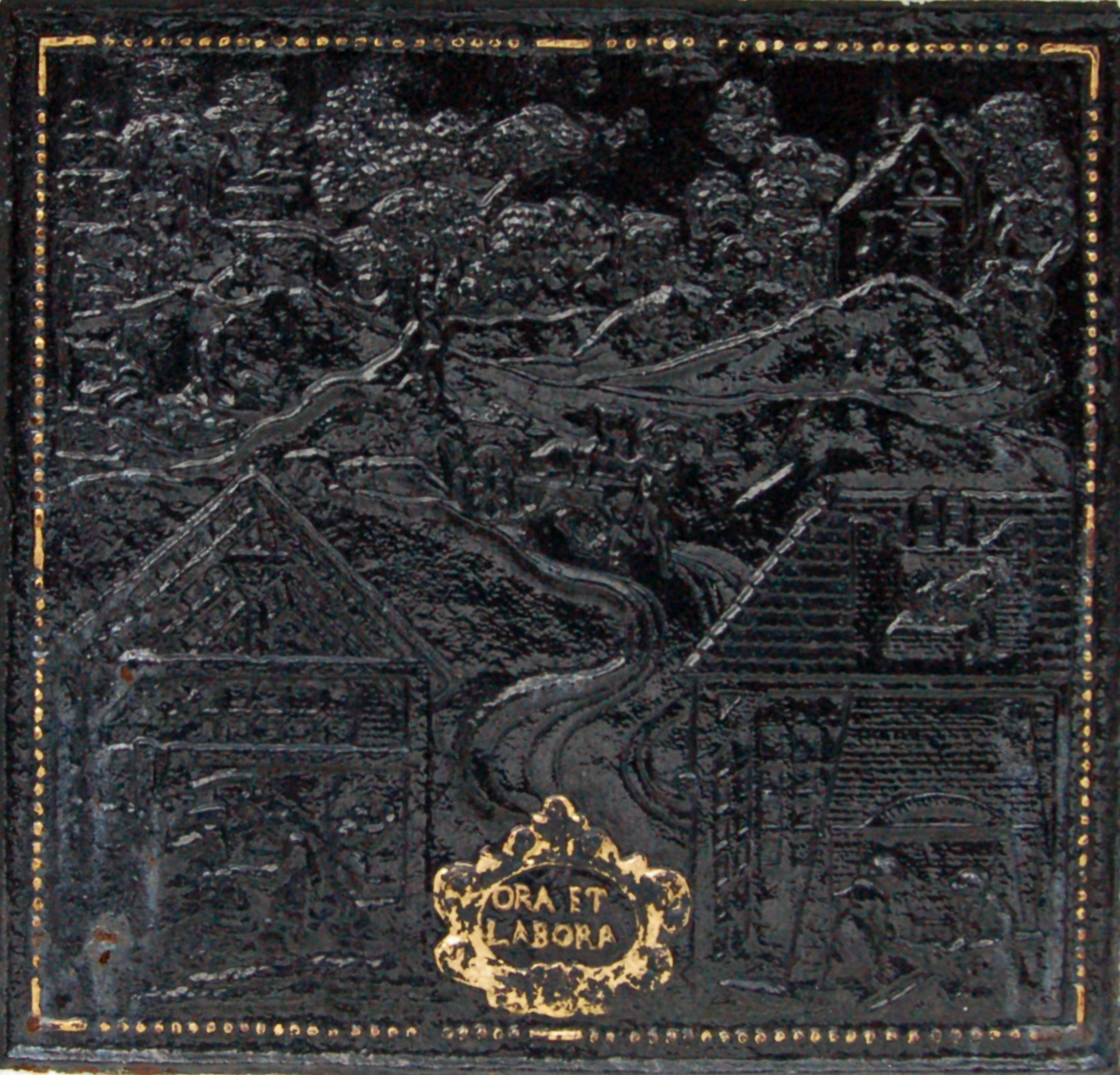
Барельеф со словами Ora et labora

Ora et labora («молись и трудись») — латинская фраза, являющаяся девизом святого Бенедикта Нурсийского, который в 529 году основал монашеский орден бенедиктинцев, самый старый монашеский орден в Римско-Католической церкви. Слова Ora et labora являются духовной основой монашеского устава, написанного святым Бенедиктом. Эта формула является центром духовной жизни монаха-бенедиктинца, который в своей деятельности пытается соединить воедино созерцательную молитву и физическую работу.
Некоторые монашеские ордены (например, цистерцианцы) применили эту концепцию непосредственно к сельскохозяйственным работам и заложили основы мелиорации земель и развития сельского хозяйства в Западной Европе.
Монахи-гумилиаты руководствовались этим правилом в производстве шерстяной ткани с использованием машин в период до промышленной революции.

Пётр I при спуске корабля Шлиссельбурга, 1714 года сказал морским начальникам и офицерам: "Памятуйте присно Латинское оное присловие: «Молитесь и трудитесь!» (Деян. Петра I, часть IV, стр. 372) Это заимствовано Царем из книги, изданной Ил. Копиевским, по Его повелению, в Амстердаме, 1699 г. под заглав.: Краткое и полезное руковедение во Арифметику, где сие изречение так выражено: Ora et labora, Молись и трудись.
— И. Снегирев «Рускіе въ своихъ пословицахъ.» Книжка I. Москва. В университетской типографии. 1831.

## В культуре
- Альбом Ora et labora хорватского рок-музыканта Марко Перковича